# 東豊自行車緑廊
東豊自行車緑廊（とうほうじこうしゃりょくろう）は台湾台中市豊原区から石岡区を経由して東勢区を結ぶ自転車道で、全長は約12kmあり2000年11月15日に使用開始された。

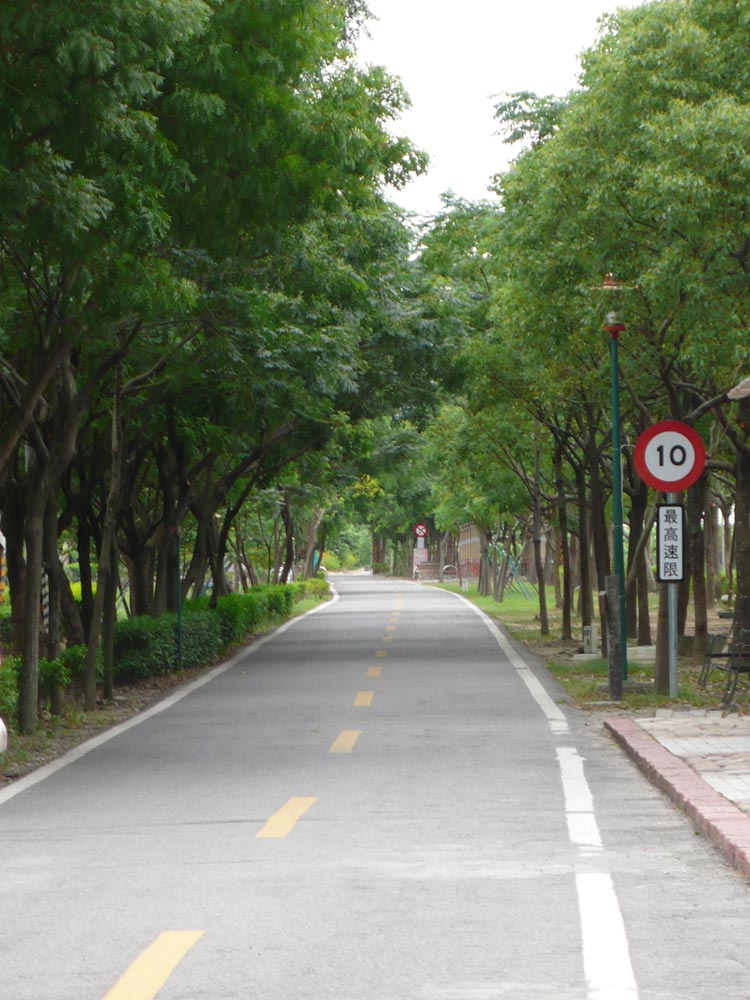
木々が茂る東豊自行車緑廊

本自転車道は1991年に廃線となった台湾鉄路管理局東勢線の廃線跡を利用して作られ、沿線には多数の駅ホームが残っている。このうち元石岡駅ホーム付近は、元々平坦であったのが、921大地震によって10mの落差が出来て、地震の断層を体験するのにとても良い場所となった。
沿線には夜間の照明設備が有り、起点の元豊原北信号場付近で后豊鉄馬道（旧山線の一部を利用した自転車道）と接続している。2006年6月9日の水害により東勢と石岡を結んでいた梅子鉄橋が（一部が流される）被害を受けて中断していたが、2008年5月31日に修復され、再開通した。